# Szymon Żurkowski
Szymon Piotr Żurkowski (25 september 1997) is een Pools voetballer die doorgaans speelt als middenvelder. In juli 2023 verruilde hij Fiorentina voor Spezia. Żurkowski maakte in 2022 zijn debuut in het Pools voetbalelftal.

## Clubcarrière
Żurkowski speelde in de jeugd van Jastrzebie Zdroj en kwam in 2012 in de opleiding van Gwarek Zabrze terecht. Gedurende twee jaar speelde de middenvelder in het eerste elftal van de derdeklasser, alvorens hij in de zomer van 2016 de overstap maakte naar Górnik Zabrze. Zijn professionele debuut maakte hij op 13 november 2016, toen met 4–0 werd gewonnen van Wisła Puławy. Met Górnik werd hij tweede in de II liga, waardoor de club promoveerde naar de Ekstraklasa. Op het hoogste niveau veroverde de middenvelder een basisplaats.
In januari 2019 maakte Żurkowski voor een bedrag van circa 3,7 miljoen euro de overstap naar Fiorentina, waar hij zijn handtekening zette onder een verbintenis voor de duur van vierenhalf jaar. Hij maakte het seizoen 2018/19 wel op huurbasis af bij Górnik. Na een half jaar in het eerste van Fiorentina met daarin twee competitieoptredens werd de Pool in januari 2020 voor anderhalf jaar gehuurd door Empoli. Medio 2021 werd deze verhuurperiode met een jaar verlengd. In januari 2023 huurde Spezia hem tot het einde van het seizoen met een verplichte optie tot koop. Aan het einde van het seizoen 2022/23 degradeerde hij met Spezia naar de Serie B. Hij werd hierop definitief overgenomen door Spezia. Żurkowski werd in januari 2024 gehuurd door Empoli, waarvoor hij eerder al op huurbasis had gespeeld. Deze verhuurperiode werd in juli 2024 met een seizoen verlengd.

## Clubstatistieken
| Seizoen | Club            | Competitie  | Competitie | Competitie | Beker | Beker | Internationaal | Internationaal | Totaal | Totaal |
| Seizoen | Club            | Competitie  | Wed.       | Dlp.       | Wed.  | Dlp.  | Wed.           | Dlp.           | Wed.   | Dlp.   |
| ------- | --------------- | ----------- | ---------- | ---------- | ----- | ----- | -------------- | -------------- | ------ | ------ |
| 2016/17 | Górnik Zabrze   | II liga     | 9          | 1          | 0     | 0     | —              | —              | 9      | 1      |
| 2017/18 | Górnik Zabrze   | Ekstraklasa | 34         | 2          | 4     | 1     | —              | —              | 38     | 3      |
| 2018/19 | Górnik Zabrze   | Ekstraklasa | 15         | 2          | 3     | 2     | 3              | 0              | 21     | 4      |
| 2018/19 | Fiorentina      | Serie A     | —          | —          | —     | —     | —              | —              | 0      | 0      |
| 2018/19 | → Górnik Zabrze | Ekstraklasa | 16         | 1          | 0     | 0     | —              | —              | 16     | 1      |
| 2020/21 | Fiorentina      | Serie A     | 2          | 0          | 0     | 0     | —              | —              | 2      | 0      |
| 2020/21 | → Empoli        | Serie B     | 7          | 1          | 0     | 0     | —              | —              | 7      | 1      |
| 2020/21 | → Empoli        | Serie B     | 25         | 2          | 0     | 0     | —              | —              | 25     | 2      |
| 2021/22 | → Empoli        | Serie A     | 35         | 6          | 2     | 0     | —              | —              | 37     | 6      |
| 2022/23 | Fiorentina      | Serie A     | 2          | 0          | 0     | 0     | 2              | 0              | 4      | 0      |
| 2022/23 | → Spezia        | Serie A     | 11         | 0          | 0     | 0     | —              | —              | 11     | 0      |
| 2023/24 | Spezia          | Serie B     | 16         | 0          | 1     | 0     | —              | —              | 17     | 0      |
| 2023/24 | → Empoli        | Serie A     | 13         | 4          | 0     | 0     | —              | —              | 13     | 4      |
| 2024/25 | → Empoli        | Serie A     | 5          | 0          | 0     | 0     | —              | —              | 5      | 0      |
| Totaal  | Totaal          | Totaal      | 190        | 19         | 10    | 3     | 5              | 0              | 205    | 22     |

Bijgewerkt op 20 juli 2025.

## Interlandcarrière
Żurkowski maakte zijn debuut in het Pools voetbalelftal op 24 maart 2022, toen met 1–1 gelijkgespeeld werd tegen Schotland in een vriendschappelijke wedstrijd. Kieran Tierney opende de score namens de Schotten, waarna de eindstand bepaald werd door een benutte strafschop van Krzysztof Piątek. Żurkowski mocht van bondscoach Czesław Michniewicz in de basisopstelling beginnen en hij speelde het gehele duel mee.
In oktober 2022 werd Żurkowski door bondscoach Czesław Michniewicz opgenomen in de Poolse voorselectie voor het WK 2022. Drie weken later werd hij ook opgenomen in de definitieve selectie. Tijdens dit WK werd Polen door Frankrijk uitgeschakeld in de achtste finales nadat in de groepsfase was gelijkgespeeld tegen Mexico, gewonnen van Saoedi-Arabië en verloren van Argentinië. Żurkowski kwam niet in actie. Zijn toenmalige clubgenoten Sofyan Amrabat (Marokko), Nikola Milenković en Luka Jović (beiden Servië) waren ook actief op het toernooi.
| Interlands van Szymon Żurkowski voor Polen | Interlands van Szymon Żurkowski voor Polen | Interlands van Szymon Żurkowski voor Polen | Interlands van Szymon Żurkowski voor Polen | Interlands van Szymon Żurkowski voor Polen | Interlands van Szymon Żurkowski voor Polen | Interlands van Szymon Żurkowski voor Polen |
| №                                          | Datum                                      | Wedstrijd                                  | Uitslag                                    | Competitie                                 | Goals                                      |                                            |
| Als speler bij Empoli                      | Als speler bij Empoli                      | Als speler bij Empoli                      | Als speler bij Empoli                      | Als speler bij Empoli                      | Als speler bij Empoli                      | Als speler bij Empoli                      |
| ------------------------------------------ | ------------------------------------------ | ------------------------------------------ | ------------------------------------------ | ------------------------------------------ | ------------------------------------------ | ------------------------------------------ |
| 1                                          | 24 maart 2022                              | Schotland – Polen                          | 1 – 1                                      | Vriendschappelijk                          |                                            |                                            |
| 2                                          | 1 juni 2022                                | Polen – Wales                              | 2 – 1                                      | Nations League 2022/23                     |                                            |                                            |
| 3                                          | 8 juni 2022                                | België – Polen                             | 6 – 1                                      | Nations League 2022/23                     |                                            |                                            |
| 4                                          | 11 juni 2022                               | Nederland – Polen                          | 2 – 2                                      | Nations League 2022/23                     |                                            |                                            |
| 5                                          | 14 juni 2022                               | Polen – België                             | 0 – 1                                      | Nations League 2022/23                     |                                            |                                            |
| Als speler bij Fiorentina                  |                                            |                                            |                                            |                                            |                                            |                                            |
| 6                                          | 25 september 2022                          | Wales – Polen                              | 0 – 1                                      | Nations League 2022/23                     |                                            |                                            |
| 7                                          | 16 november 2022                           | Polen – Chili                              | 1 – 0                                      | Vriendschappelijk                          |                                            |                                            |

Bijgewerkt op 20 juli 2025.